# 欧德里河畔鲁夫鲁瓦
欧德里河畔鲁夫鲁瓦（法語：Rouvroy-sur-Audry，法語發音：[ʁuvʁwa syʁ odʁi]）是法国大東部大區阿登省的一个市镇，属于沙勒维尔-梅济耶尔区。

## 地理
欧德里河畔鲁夫鲁瓦（49°47'17"N, 4°29'38"E）面积9.15 平方千米，位于法国大東部大區阿登省，该省份为法国北部内陆省份，西接埃纳省，南至马恩省，东临默兹省，北与比利时接壤。
与欧德里河畔鲁夫鲁瓦接壤的市镇（或旧市镇、城区）包括：索尔莫讷河畔沙特莱、莱谢勒、米尔坦和博尼、讷夫迈松、勒米伊莱波泰。

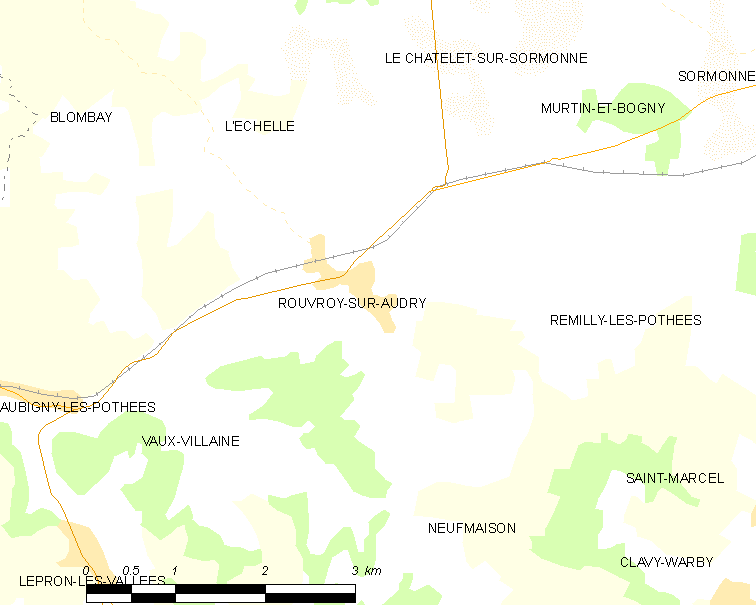
欧德里河畔鲁夫鲁瓦的OSM定位图

欧德里河畔鲁夫鲁瓦的时区为UTC+01:00、UTC+02:00（夏令时）。

## 行政
欧德里河畔鲁夫鲁瓦的邮政编码为08150，INSEE市镇编码为08370。

## 政治
欧德里河畔鲁夫鲁瓦所属的省级选区为锡尼拉拜县。

## 人口

1962-2008年间欧德里河畔鲁夫鲁瓦人口变化图示

欧德里河畔鲁夫鲁瓦于2022年1月1日时的人口数量为528人。